# Грима Змийския език
Грима е герой от Толкин. Той е бил някога рохиримски конник, но впоследствие преминава на страната на Саурон. Тогава той става съветник на крал Теоден, като целял да отслаби защитата на Рохан и по този начин орди от орки, гоблини, троли и харадрими да превземе лесно Рохан.
Гандалф успява да го пропъди от рохан и той отива в Исенгард. След като ентите разрушили Исенгард, той придружил Саруман в Графството. Обезумял, той прерязал гърлото на господаря си, след което паднал убит от стрелите на хобитите.